# Batu Apoi Forest Reserve
Batu Apoi Forest Reserve är en skog i Brunei. Den ligger i den östra delen av landet.
I Batu Apoi Forest Reserve växer i huvudsak städsegrön lövskog. Tropiskt regnskogsklimat råder i trakten.